# Fort Wayne Komets
Fort Wayne Komets je profesionální americký klub ledního hokeje, který sídlí ve Fort Wayne ve státě Indiana. Do ECHL vstoupil v ročníku 2012/13 a hraje v Centrální divizi v rámci Západní konference. Před vstupem do ECHL působil několik let v International Hockey League. Své domácí zápasy odehrává v hale Allen County War Memorial Coliseum s kapacitou 10 480 diváků. Klubové barvy jsou oranžová, černá a bílá. Jedná se o farmu klubů Arizona Coyotes (NHL) a Tucson Roadrunners (AHL).
Jedná se o sedminásobného vítěze Turner Cupu, což je rekordní počet vítězství v tomto poháru.

## Úspěchy
- Vítěz Turner Cupu ( 7× )
  - 1962/63, 1964/65, 1972/73, 1992/93, 2007/08, 2008/09, 2009/10
- Vítěz Colonial Cupu ( 1× )
  - 2002/03
- Vítěz CHL ( 1× )
  - 2011/12

## Přehled ligové účasti
Zdroj:
- 1952–1959: International Hockey League
- 1959–1961: International Hockey League (Východní divize)
- 1961–1969: International Hockey League
- 1969–1970: International Hockey League (Severní divize)
- 1970–1971: International Hockey League
- 1971–1980: International Hockey League (Jižní divize)
- 1980–1981: International Hockey League (Západní divize)
- 1981–1982: International Hockey League
- 1982–1983: International Hockey League (Východní divize)
- 1983–1984: International Hockey League
- 1984–1987: International Hockey League (Západní divize)
- 1987–1992: International Hockey League (Východní divize)
- 1992–1993: International Hockey League (Centrální divize)
- 1993–1994: International Hockey League (Atlantická divize)
- 1994–1995: International Hockey League (Středozápadní divize)
- 1995–1996: International Hockey League (Severní divize)
- 1996–1999: International Hockey League (Centrální divize)
- 1999–2000: United Hockey League (Centrální divize)
- 2000–2001: United Hockey League (Severozápadní divize)
- 2001–2002: United Hockey League (Západní divize)
- 2002–2003: United Hockey League (Východní divize)
- 2003–2007: United Hockey League (Západní divize)
- 2007–2010: International Hockey League
- 2010–2012: Central Hockey League (Turnerova divize)
- 2012–2015: East Coast Hockey League (Severní divize)
- 2015–2016: East Coast Hockey League (Středozápadní divize)
- 2016– : East Coast Hockey League (Centrální divize)